# Масштабовність
В галузі телекомунікацій і програмного забезпечення, масштабовність[джерело?] є бажаною властивістю системи, мережі, або процесу, яка свідчить про здатність системи обробити більший обсяг роботи або бути легко розширеною. Наприклад, масштабовність може позначати здатність системи до збільшення загальної пропускної спроможності відповідно до підвищеного навантаження, коли додано (здебільшого, апаратні) ресурси. Цей термін має аналогічне значення, коли його вживають в галузі комерції, наприклад, масштабовність компанії припускає, що основна бізнес-модель надає можливості для економічного зростання всередині компанії.
В архітектурі програмного забезпечення маштабовність — це здатність підтримувати великі кількості архітектурних компонентів та з'єднань між ними.
Масштабовність, як властивість системи, як правило, важко визначити, і в кожному конкретному випадку потрібно визначити конкретні вимоги до параметрів, які вважаються важливими. Це є дуже важливим питанням у галузі електронних систем, баз даних, маршрутизаторів і мереж. Систему, що підвищує продуктивність роботи після додавання апаратних засобів пропорційно доданим ресурсам, називають масштабовною. Алгоритм, архітектура, мережевий протокол, програма або інша система називається масштабовними, якщо вони ефективні в застосуванні до великих задач (наприклад, великий набір вхідних даних або велика кількість вузлів у випадку розподіленої системи).